# Komrani
Komrani es un pueblo de la municipalidad de Pale-Prača, en el cantón de Podrinje Bosnio, Bosnia y Herzegovina.

## Superficie
Posee una superficie de 6,61 kilómetros cuadrados.

## Demografía
Hasta 2013 la población era de 20 habitantes, con una densidad de población de 3 habitantes por kilómetro cuadrado.